# Слано (Хорватія)
42°47′ пн. ш. 17°53′ сх. д. / 42.78° пн. ш. 17.89° сх. д.
Слано (хорв. Slano) — населений пункт у Хорватії, в Дубровницько-Неретванській жупанії у складі громади Дубровачко Примор'є.

## Населення
Населення за даними перепису 2011 року становило 579 осіб.
Динаміка чисельності населення поселення: